# Georg Adolf von Micrander
Georg Adolf von Micrander (ur. 1640, zm. 1723) – baron, pruski generał.
W 1663 wstąpił do służby austriackiej, a w 1674 brandenburskiej. W 1689 został awansowany do stopnia generała-majora. W 1699 został mianowany gubernatorem twierdzy Kołobrzeg.
Jego adoptowanym synem był dyplomata Friedrich Heinrich von Bartholdi.